# Inglés de las Islas Caimán
El inglés de las Islas Caimán o criollo de las Islas Caimán es una variedad del inglés hablado en las Islas Caimán. Si bien no se ha escrito mucho sobre el inglés de las Islas Caimán, de acuerdo con un texto, "parece haber tomado prestado rasgos criollos similares a Jamaica y América Central sin haber sufrido la criollización". Es similar al inglés de las Islas de la Bahía.